# Królewski Dwór (województwo lubelskie)
Królewski Dwór – wieś w Polsce położona w województwie lubelskim, w powiecie parczewskim, w gminie Parczew. Leży przy drodze wojewódzkiej nr .
Wieś stanowi sołectwo w gminie Parczew. Według Narodowego Spisu Powszechnego Ludności i Mieszkań z roku 2011 wieś miała 113 mieszkańców.
Wierni Kościoła rzymskokatolickiego należą do parafii pod wezwaniem Opatrzności Bożej w Parczewie.

## Historia
Królewski Dwór w wieku XIX folwark w powiecie włodawskim, gminie Tyśmienica. Według noty Słownika geograficznego Królestwa Polskiego działała tu szkoła gminna. Dobra Królewski Dwór stanowiły własność Iwana Nabokowa, mając 667 mórg obszaru.
1 kwietnia 1929 roku Królewski Dwór (303 ha 9.241 m2) wyłączono z gminy Tyśmienica i włączono go do Parczewa.
31 grudnia 1961 roku Królewski Dwór wyłączono ponownie z Parczewa i włączono do nowo utworzonej gromady Parczew.
W latach 1975–1998 miejscowość administracyjnie należała do ówczesnego województwa bialskopodlaskiego.